# Johrenia dichotoma
Johrenia dichotoma är en flockblommig växtart som beskrevs av Dc. Johrenia dichotoma ingår i släktet Johrenia och familjen flockblommiga växter.

## Underarter
Arten delas in i följande underarter:
- J. d. dichotoma
- J. d. sintensii